# Metriocnemus transgressus
Metriocnemus transgressus är en tvåvingeart som först beskrevs av Holmgren 1883.  Metriocnemus transgressus ingår i släktet Metriocnemus och familjen fjädermyggor. Inga underarter finns listade i Catalogue of Life.